# Sotonići
Sotonići (en serbe cyrillique : Сотонићи) est un village du sud du Monténégro, dans la municipalité de Bar.

## Démographie

### Évolution historique de la population
| 1948 | 1953 | 1961 | 1971 | 1981 | 1991 | 2003 |
| ---- | ---- | ---- | ---- | ---- | ---- | ---- |
| 307  | 324  | 320  | 260  | 170  | 121  | 112  |